# Beraunita
La beraunita es un mineral que procede de la alteración de la vivianita  y se presenta en forma de pequeños agregados radiadolaminares de color que varía entre el rojo y el pardo rojizo o pardo verduzco oscuro, pardo verduzco, verde, verde gris. Raya amarilla o de color pardo verde. Brillo vítreo a mate. Tiene una dureza 2 y una densidad 2,90 g/cm³.
Expuesto al aire se altera hasta transformarse en limonita.

## Historia
El mineral fue descrito en primer lugar en 1841 por August Breithaupt en su  Vollständiges Handbuch der Mineralogie [Manual completo de Mineralogía]. Lo encontró en el distrito Beroun (hoy  Beroun) en Bohemia, en la actual República Checa. Más tarde, Clifford Frondel investigó el mineral con más detalle. Examinó la composición química y se acercó con una fórmula entre Fe3+5[(PO4)3| (OH)6]·21/4H2O y Fe2+Fe3+4[(PO4)3| (OH)5]·21/2H2O. Hoy en día la fórmula es  Fe2+Fe3+4[(PO4)3| (OH)5]·6H2O, por lo tanto, la beraunita contiene  mucha más agua cristalina, que la asumida por Frondel.

## Formación y yacimientos
Suele encontrarse en minas de hierro asociado a otros minerales de este metal, además de zonas de alteración de filitas en las pegmatitas graníticas. En España se encuentra en las minas de El Horcajo (Ciudad Real).